# Tilman Krause
Tilman Krause (* 19. Juli 1959 in Kiel) ist ein deutscher Literaturkritiker und leitender Feuilletonredakteur der Tageszeitung Die Welt. Er lebt in Berlin.

## Leben und Wirken
Ab 1978 studierte Tilman Krause zunächst Germanistik, Geschichte und Romanistik in Tübingen. 1980 führte ihn eine Tätigkeit als Deutschlehrer am Pariser Lycée Henri IV für ein Jahr nach Paris. 1981 setzte er sein Studium an der Freien Universität Berlin fort und wurde dort 1991 mit einer Arbeit über den Publizisten Friedrich Sieburg promoviert.
Stationen seines journalistischen Werdeganges waren zunächst die Frankfurter Allgemeine Zeitung (1990–1994) und Der Tagesspiegel (1994–1998). 1994 war er einer der Autoren des Sammelbands Die selbstbewusste Nation. 1998 kam Krause als leitender Literaturredakteur zu der Tageszeitung Die Welt, wo er maßgeblich an der Konzeption und dem Aufbau der wieder neu herausgegebenen Literaturbeilage Die Literarische Welt beteiligt war und wo er fünfzehn Jahre lang als leitender Literaturredakteur wirkte. Seine wöchentliche Kolumne Krauses Klartext erschien ohne Unterbrechung über sieben Jahre. Seit Anfang 2015 schreibt er die Kolumne Urbane Legenden.
Krause beschäftigt sich vorwiegend mit deutschsprachiger und französischer Gegenwartsliteratur. Ein weiterer Schwerpunkt ist die Kultur- und Literaturgeschichte des 18. und 19. Jahrhunderts.
Krause ist auch als Moderator tätig, war und ist in zahlreichen Literaturpreis-Jurys aktiv, versah Lehraufträge an den Universitäten von Berlin und Hildesheim und bekleidete eine Gastprofessur am Deutschen Literaturinstitut in Leipzig.
Neben Essays und Abhandlungen in verschiedenen Sammelbänden hat Krause eine Reihe neu herausgegebener Werke der Weltliteratur bearbeitet und kommentiert, darunter Eduard von Keyserlings Erzählungen Im stillen Winkel und Charles Baudelaires Essays Wein und Haschisch.

## Schriften (Auswahl)
Als Autor
- Mit Frankreich gegen das deutsche Sonderbewußtsein. Friedrich Sieburgs Wege und Wandlungen in diesem Jahrhundert. Akademie Verlag, Berlin 1993, ISBN 3-05-002385-6.

Als Bearbeiter
- Rudolf Thietz: Ein Preuße kommt nach Württemberg. Die Lebenserinnerungen des letzten Prinzenerziehers im Königreich Württemberg. W. Kohlhammer Verlag, Stuttgart 2006, ISBN 978-3-17-019863-0.
- Hertha Koenig: Emilie Reinbeck. Roman über die schwäbische Romantik. Pendragon Verlag, Bielefeld 2008, ISBN 978-3-934872-16-5.